# Chrysosoma fistulatum
Chrysosoma fistulatum är en tvåvingeart som beskrevs av Frey 1924. Chrysosoma fistulatum ingår i släktet Chrysosoma och familjen styltflugor. Inga underarter finns listade i Catalogue of Life.